# Chaîne haute-fidélité
 (mars 2013).
Si vous disposez d'ouvrages ou d'articles de référence ou si vous connaissez des sites web de qualité traitant du thème abordé ici, merci de compléter l'article en donnant les références utiles à sa vérifiabilité et en les liant à la section « Notes et références ».

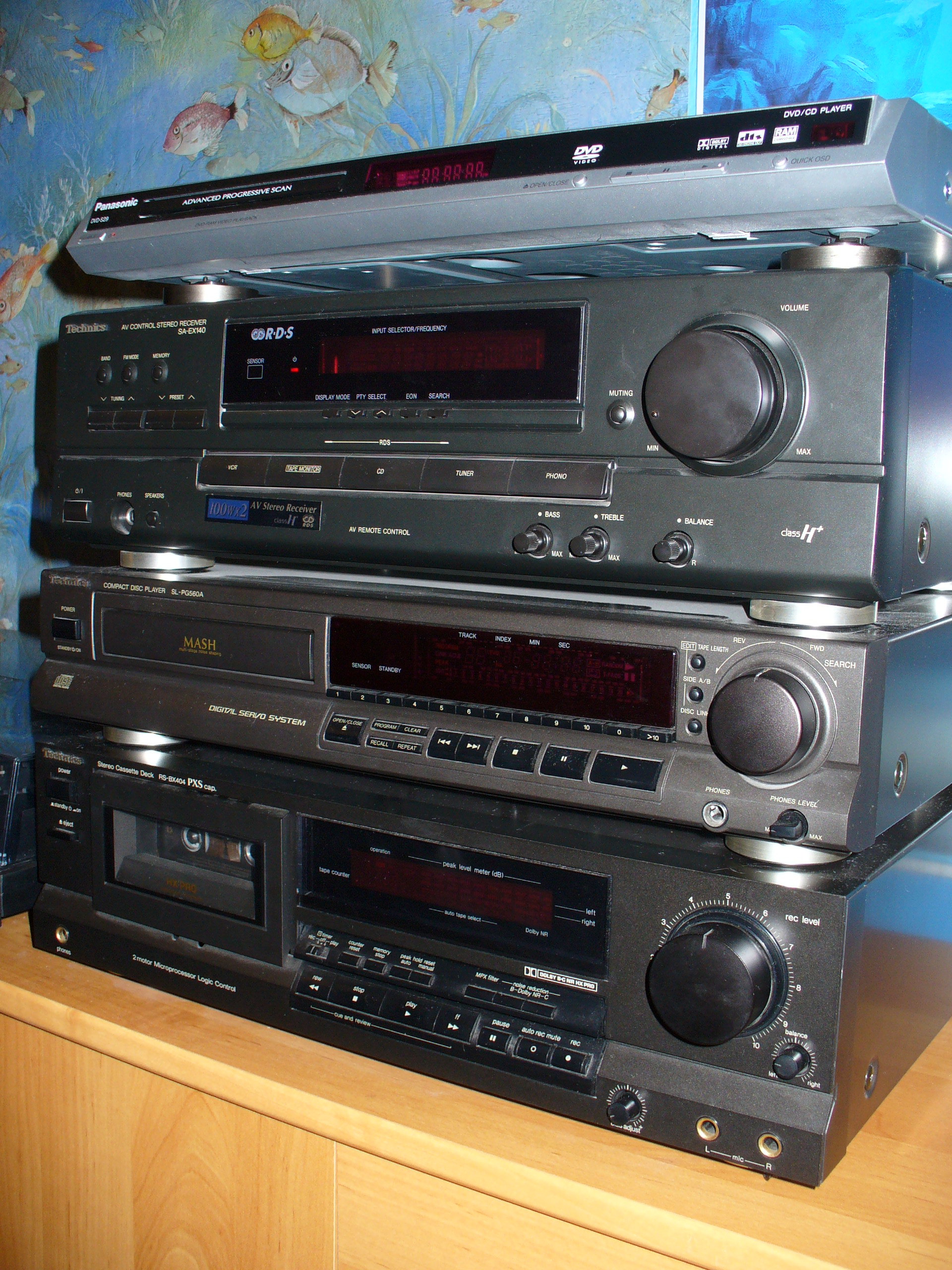
Une chaîne hi-fi au format 19 pouces.

Une chaîne haute-fidélité (ou chaîne hi-fi) est un ensemble d'éléments électroniques et acoustiques destinés à la restitution de sources sonores de bonne qualité. (Contrairement à une opinion largement répandue, les appareils « hi-fi » ne doivent pas répondre impérativement à des « normes hi-fi »)

## Composition

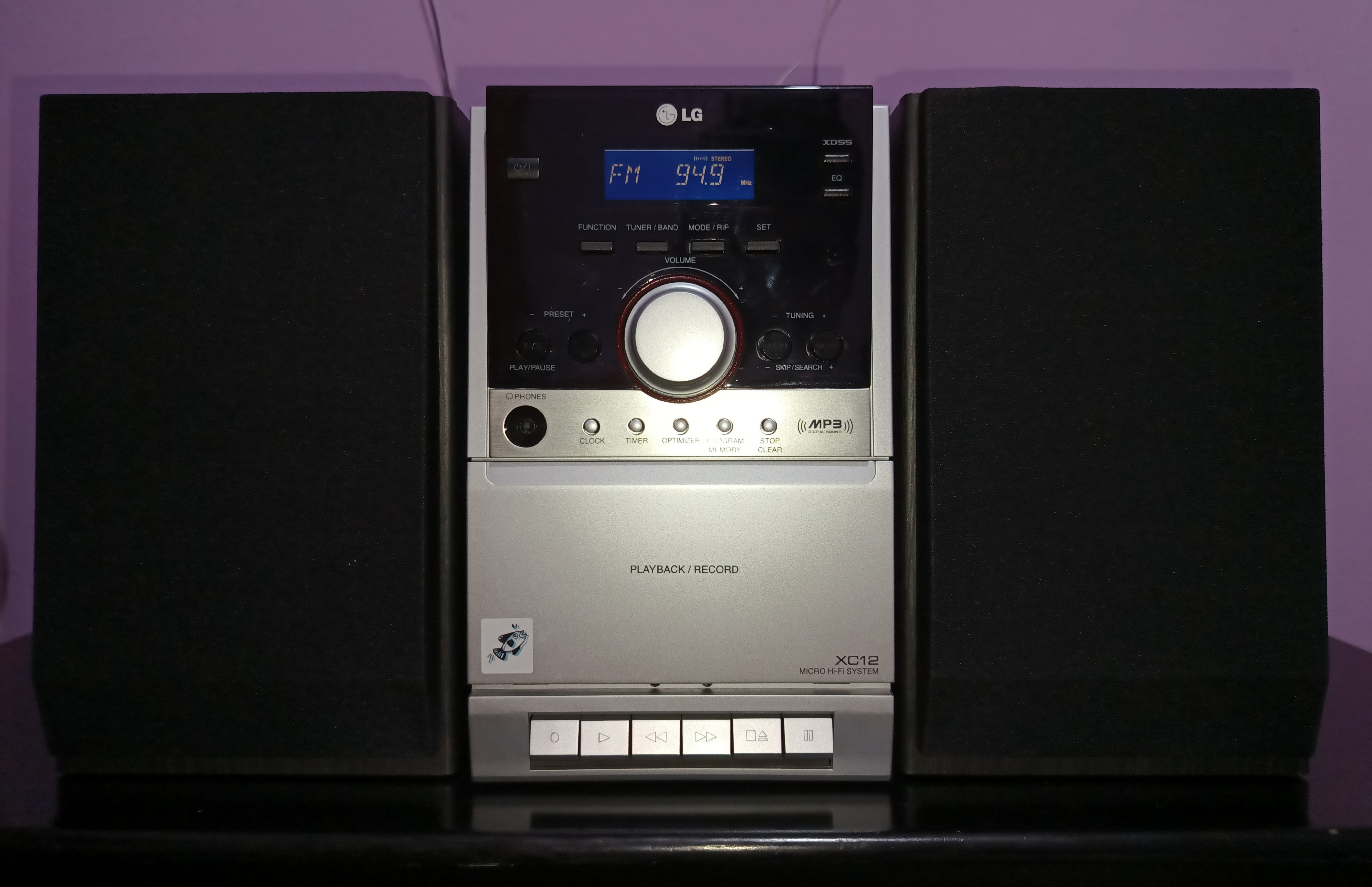
Une microchaîne hi-fi LG.

Une chaîne haute-fidélité se compose de différents éléments électroniques et acoustiques permettant la lecture de sources musicales (analogiques ou numériques) et leur restitution le plus souvent stéréophonique.
L'arrivée des offres de musique numérique hi-fi dématérialisée (webradio, streaming, serveurs multimédia) a bouleversé le monde de la musique enregistrée à partir du début des années 2000. À partir des années 2010, certains fabricants de hi-fi ont pris en compte cette évolution dans leurs offres tout en conservant la compatibilité avec les solutions classiques. Certains fabricants proposent des chaînes spécialisées dans la musique dématérialisée. Celles-ci peuvent être constituées simplement d'une paire d'enceintes contenant l'ensemble de l'électronique nécessaire à la captation, l'amplification et la restitution de la musique haute fidélité : Bose, Cabasse, Sonos, etc.
On pouvait trouver traditionnellement (avant les années 2010) :
- un récepteur de radio FM (appelé aussi syntoniseur ou tuner) ;
- un lecteur d'enregistrements sonores :
  - une platine « vinyle » (analogique) équipée d'un bras terminé par une cellule ;
  - un magnétophone à bande en bobine ou à cassette ;
  - un lecteur de CD[2]-convertisseur intégré ou séparé ;
  - un lecteur de DVD ;
  - un lecteur de MiniDisc ;
- un amplificateur-préamplificateur intégré ou séparé (à tubes, à transistor ou mixte), équipé d'une entrée phono (souvent de type MM : aimant mobile ; peut être en option). Il existe différentes classes de fonctionnement ;
- des systèmes de traitement du son : égaliseur, filtres adaptés aux enceintes ;
- des entrées et sorties ligne ainsi que les câbles associés (câbles de modulation), des sorties casque en façade ;
- des enceintes actives (amplifiées) ou non, et les câbles associés (sauf si enceintes à technologie sans fil) ;
- des supports d'appareils et d'enceintes ;
- des accessoires (pointes pour enceintes, télécommande(s), filtre secteur, etc.) ;
- ou un tout-en-un (chaîne complète, qui peut être au format 19 pouces, mini ou micro[3]) ; par exemple : ensemble platine vinyle placée au-dessus, lecteur CD, convertisseur, tuner FM, amplificateur, enceintes séparées ;
- un lecteur réseau audiophile (récemment).

Les sources musicales sont lues sur un support physiquement connecté à la chaîne (disque, disque dur de PC via un port USB, baladeur, smartphone, clé USB, etc.), ou sur un support distant à travers le réseau local du domicile ou à distance via des serveurs multimédia. Jusqu'aux années 2010, les chaînes utilisaient principalement des supports physiquement connectés à la chaîne (disque vinyle, cassette audio, puis CD, etc.) sur lesquels étaient inscrits les morceaux de musique, ainsi que la radio FM.
Depuis cette date, certains fabricants d'appareils hi-fi ont ajouté à leur offre la possibilité de lire et d'écouter les morceaux de musique numérique disponibles sur le réseau local ou à distance :
- réception radio : webradio, radio DAB ;
- réception depuis un serveur multimédia au domicile (fonction DLNA, certification AirPlay) ;
- réception de musique disponible sur des bibliothèques de streaming (Pandora, Spotify, Deezer, etc.) ;
- réception de musique située sur un lecteur connecté au réseau local : baladeur, smartphone ou autre ;
- enceintes numériques actives (avec convertisseur et amplificateur intégrés).

La chaîne est constituée de différents dispositifs permettant de sélectionner la source musicale, de la traiter (amplification, amélioration éventuelle, etc.) et d'envoyer le signal sonore résultant vers les enceintes. Depuis les années 2010 et la disponibilité de nombreuses sources dématérialisées, certains fournisseurs de chaînes connectées à Internet proposent en plus le réglage à partir d'une application située sur une tablette tactile ou un smartphone.

## Historique

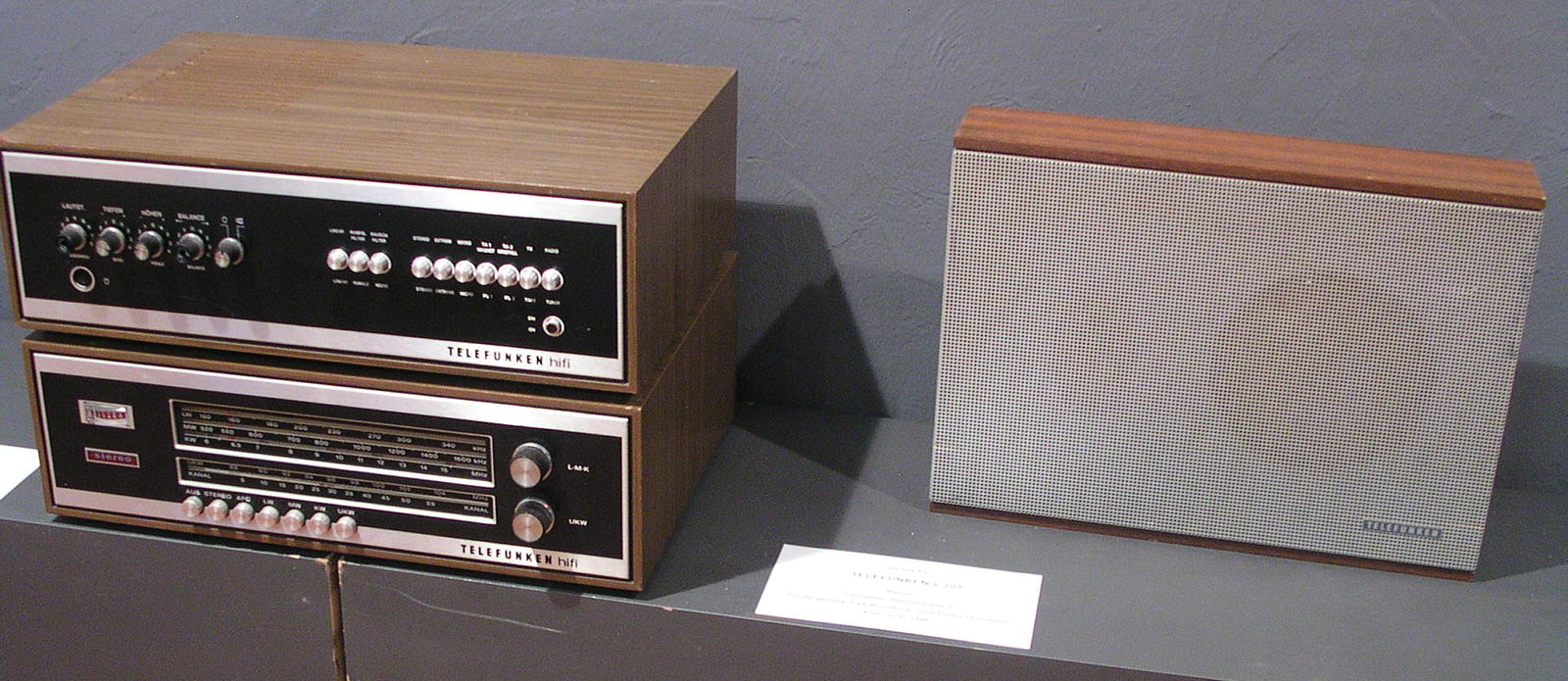
Une chaîne hi-fi Telefunken de 1969.

Les premières « chaînes » conçues pour le grand public sont les chaînes stéréophoniques, qui se sont développées avec la naissance du disque microsillon 33 tours. L'arrivée du disque compact (CD), au début des années 1980,permet de fabriquer des chaînes haute-fidélité moins encombrantes et de meilleure qualité en termes de rapport signal sur bruit. L'apparition de nouvelles techniques de compression et de codage, la commercialisation de nouveaux supports (Laserdisc, DVD, MiniDisc, Super Audio CD, etc.) ont conduit les fabricants à proposer des équipements adaptés à ces innovations.
Les chaînes haute-fidélité se présentent alors soit de manière compacte, un seul boîtier (système « tout-en-un ») regroupant tous les éléments à l'exception des enceintes, soit sous la forme d'éléments séparés qui peuvent être de marques différentes.
Dans les années 2000, l'émergence de l'électronique numérique a donné lieu à de nouvelles déclinaisons de la chaîne haute-fidélité, sous la forme de mini-chaînes équipées de connecteurs USB pour par exemple brancher un baladeur MP3 ou sous la forme de « stations d'écoute » destinées aux baladeurs MP3. Mais ces produits ne répondent pas tous aux critères très sévères de la haute fidélité.
Plusieurs constructeurs français, tels Apertura, Atoll, Cabasse, Devialet, Elipson, Focal JMlab, Isem, Jadis, Lavardin, Micromega et Triangle, proposent des équipements haut de gamme pour satisfaire les audiophiles les plus exigeants.

## Fabricants de matériel pour chaîne haute-fidélité
(Liste non exhaustive.)
- A&R Cambridge (ARCAM) (en) • Accuphase (en) • Air Tight • Aiwa • Akai • AKG • Akira • Apertura • Apogee (en) • Artcoustic • Atoll • Audio Alchemy (en) • Audio Analogue (en) • Audio-Technica • Audiolab (en) • Audiomat • Audio Research
- Bang & Olufsen • Beyerdynamic • Bose • Boulder (en) • Bowers & Wilkins • Burmester (en)
- Cabasse • Cambridge Audio • Cary (en) • CEC • Celestion (en) • Classé (en) • Conrad-Johnson • Copland • Creek (en) • Cyrus (de)
- Davis Acoustics • DCS • Denon • Densen (en) • Devialet • Dual • Duntech (en) • Dynaco (en) • Dynaudio
- Elac (de) • Electrocompaniet (en) • Elipson • Etalon
- Ferguson Hill • Fisher (en) • Focal JMlab • Fostex
- Goldmund • Grado (en) • Grandin • Grundig • Gryphon (en)
- H. H. Scott • Harman • Hitachi. Höher
- Icos • ION Audio (en) • Isem
- Jadis • JBL • JM Reynaud • Jeff Roland • JVC-Kenwood • JVC
- KEF • Kenwood • Klipsch • Koss • Krell (en) • KTR
- Lavardin • LEAK (en) • Leedh • Lexicon • LG • Linn • Luxman
- M-Audio • Madrigal (en) • Magnepan (en) • Magnum Dynalab • Marantz • Mark Levinson • MartinLogan (en) • McIntosh • Meridian (en) • Micromega • Mission • Monitor Audio • Monster Cable • Mordaunt-Short (en) • Musical Fidelity (en)
- NAD (en) • Nagra • Naim • Nakamichi (en)
- Onix • Onkyo • Oppo • Orbitsound • Ortofon (en)
- Panasonic • Perreaux • Philips • Pink Triangle (en) • Pioneer • Primare • ProAc (en)
- Quad
- Radiola • Rega (en) • ReVox • Rogers (en) • Roksan (en) • Rotel
- Samsung • Sansui • Sanyo • Sennheiser • Sherwood (en) • Shure • SME (en) • Société française radio-électrique • Sonus Faber (en) • Sony • Sphynx • Stanton • Stax (en) • Stellavox (en) • Studer
- T+A elektroakustik (de) • Tannoy (en) • Tara Labs (en) • TASCAM • TEAC • Technics • Telefunken • Tensaï • Thomson • Thorens • Threshold Audio (en) • Tivoli (en) • Triangle
- Uher (en)
- Venus Acoustic
- Wadia • Wharfedale (en) • Wilson Audio (en) • Wilson Benesch (en)
- Yamaha • YBA • YG Acoustics